# Timpa di Acireale
Timpa di Acireale este o arie protejată (arie specială de conservare — SAC, sit de importanță comunitară — SCI) din Italia întinsă pe o suprafață de 236 ha, integral pe uscat.

## Localizare
Centrul sitului Timpa di Acireale este situat la coordonatele 37°37′54″N 15°10′10″E / 37.631786°N 15.169451°E.

## Înființare
Situl Timpa di Acireale a fost declarat sit de importanță comunitară în septembrie 1995 pentru a proteja 1 specie de plante și 2 specii de animale. Situl a fost protejat și ca arie specială de conservare în decembrie 2015.

## Biodiversitate
Situată în ecoregiunea mediteraneană, aria protejată conține 6 habitate naturale: Păduri de Quercus ilex și Quercus rotundifolia, Tufărișuri termo-mediteraneene și de pre-deșert, Pseudostepă cu ierburi și specii anuale de Thero-Brachypodietea, Pante stâncoase calcaroase cu vegetație casmofită, Păduri de stejar alb estice, Recifuri.
La baza desemnării sitului se află mai multe specii protejate:
- plante (1): Dianthus rupicola
- păsări (1): pescăruș albastru (Alcedo atthis)
- reptile (1): țestoasă bănățeană (Testudo hermanni)

Pe lângă speciile protejate, pe teritoriul sitului au mai fost identificate 3 specii de plante, 3 specii de păsări, 2 specii de amfibieni, 5 specii de mamifere, 90 de specii de nevertebrate, 6 specii de reptile.